# 格羅馬達
49°56′47″N 27°45′44″E / 49.94639°N 27.76222°E
格羅馬達（烏克蘭語：Громада）是位於烏克蘭北部日托米爾州裏日托米爾區的村莊，始建於1960年，面積14.94平方公里，海拔高度230米，2001年該城鎮人口1,505。